# Psychomyiella billnis
Psychomyiella billnis är en nattsländeart som beskrevs av Kobayashi 1987. Psychomyiella billnis ingår i släktet Psychomyiella och familjen tunnelnattsländor. Inga underarter finns listade i Catalogue of Life.